# Énergie mécanique
En mécanique classique, l’énergie mécanique d'un système est la somme de son énergie cinétique et de son énergie potentielle. Comme elle dépend de la vitesse du système, l'énergie mécanique n'est pas un invariant galiléen, c'est-à-dire que sa valeur varie selon le référentiel d'étude.
Lorsqu'un système n'est soumis qu'à des forces conservatives, son énergie mécanique se conserve. C'est la principale utilité de l'énergie mécanique.

Ce point matériel - en noir - n'est soumis qu'à des forces conservatives, son énergie mécanique est donc constante.

## Expression
L'énergie mécanique d'un système {\displaystyle \mathrm {E} _{m}} s'exprime généralement comme la somme de son énergie cinétique macroscopique {\displaystyle \mathrm {E} _{c}} et de son énergie potentielle {\displaystyle \mathrm {E} _{p}} :
L'énergie potentielle {\displaystyle \mathrm {E} _{p}} du système est la somme des énergies potentielles dont dérivent les forces considérées dans la transformation. elle regroupe l'énergie potentielle gravitationnelle, l'énergie potentielle électrostatique, l'énergie potentielle élastique et toute autre énergie potentielle macroscopique. Elle ne dépend que de la position du système.

L'énergie cinétique macroscopique {\displaystyle \mathrm {E} _{c}} peut être séparée en deux parties : l'énergie cinétique de translation et l'énergie cinétique de rotation : 
Elle ne dépend que de la vitesse des éléments du système, et donc du référentiel d'étude. L'énergie cinétique microscopique, qui participe à l'énergie interne utilisée en thermodynamique, n'est pas prise en compte dans le calcul de l'énergie mécanique.
L'énergie mécanique est entièrement déterminée par la vitesse et la position du système.

## Théorèmes de l'énergie mécanique

### Pour un point
Dans un référentiel galiléen, pour un point matériel {\displaystyle M} de masse constante parcourant un chemin {\displaystyle \Gamma } entre un point {\displaystyle A} et un point {\displaystyle B} :

La variation d’énergie mécanique de {\displaystyle M} entre {\displaystyle A} et {\displaystyle B} est égale à la somme des travaux {\displaystyle W_{\Gamma }^{nc}} des forces non conservatives qui s'exercent sur le point {\displaystyle M} le long du chemin {\displaystyle \Gamma } :
{\displaystyle {\underset {A\rightarrow B}{\Delta }}\ \mathrm {E} _{m}=\mathrm {E} _{m}^{B}-\mathrm {E} _{m}^{A}=\sum {W_{\Gamma }^{nc}}}
avec {\displaystyle \mathrm {E} _{m}^{A}} et {\displaystyle \mathrm {E} _{m}^{B}} les énergies mécaniques du point {\displaystyle M} respectivement aux positions {\displaystyle A} et {\displaystyle B}. Le résultat ne dépend pas du chemin {\displaystyle \Gamma } emprunté entre {\displaystyle A} et {\displaystyle B}, ce qui découle du caractère exact de la différentielle de l'énergie mécanique.
L’énergie mécanique d'un point {\displaystyle M} soumis uniquement à des forces conservatives est donc conservée, c'est-à-dire quelle est constante le long du chemin emprunté par le point.
La dérivée par rapport au temps de l'énergie mécanique est égale à la puissance des forces non conservatives :

### Pour un solide
Dans un référentiel galiléen, pour un solide {\displaystyle S} déformable de masse constante parcourant un chemin {\displaystyle \Gamma } reliant un point {\displaystyle A} à un point {\displaystyle B} : 

La variation d’énergie mécanique de {\displaystyle S} est égale à la somme des travaux {\displaystyle W_{nc}^{\Gamma }} des forces non conservatives intérieures et extérieures qui s'exercent sur et dans le solide le long de {\displaystyle \Gamma } :
{\displaystyle {\underset {A\rightarrow B}{\Delta }}\ \mathrm {E} _{m}=\mathrm {E} _{m}^{B}-\mathrm {E} _{m}^{A}=\sum {W_{nc,int}^{\Gamma }}+\sum {W_{nc,ext}^{\Gamma }}}
avec {\displaystyle \mathrm {E} _{m}^{A}} et {\displaystyle \mathrm {E} _{m}^{B}} les énergies mécaniques du solide {\displaystyle S} respectivement aux positions {\displaystyle A} et {\displaystyle B}. Le résultat ne dépend pas du chemin {\displaystyle \Gamma } emprunté entre {\displaystyle A} et {\displaystyle B}, ce qui découle du caractère exact de la différentielle de l'énergie mécanique.
La dérivée par rapport au temps de l'énergie mécanique est égale à la somme des puissances des forces non conservatives intérieures et extérieures : 
En mécanique des fluides, le théorème de Bernoulli énonce la conservation de l'énergie mécanique d'une particule fluide le long d'une ligne de courant.